# 베스토 슬라이퍼
베스토 멜빈 슬라이퍼(영어: Vesto Melvin Slipher, 1875년 11월 11일 ~ 1969년 11월 8일)는
미국의 천문학자이다.
그의 동생인 얼 슬라이퍼도 천문학자였으며 로웰 천문대의 대장이었다.
슬라이퍼는 인디애나 주의 멀베리에서 태어나, 1909년에 인디애나 대학에서 박사학위를 마쳤다. 그는 평생 동안 아리조나 플래그스태프에 위치한 로웰 천문대(Lowell Observatory)에서 재직하였는데, 1915년과 1916년에는 각각 부 대장과 대장 대행으로 승진하였고, 1926년에 마침내 천문대 대장이 되어 1952년에 은퇴할 때까지 재직하였다. 그는 천체분광법을 이용해서 행성들의 자전 주기를 측정하고, 행성 대기의 성분을 연구하였다. 1929년에는 지구대기의 중간권에 존재하는 나트륨 층(Sodium layer)을 발견하였다. 그는 클라이드 톰보(Clyde Tombaugh)를 고용하였고, 톰보는 1930년에 명왕성을 발견하였다. 그의 가장 큰 업적은 1912년에 은하들의 스펙트럼 선들의 파장이 다르게 보이는 현상(은하들의 적색편이)을 처음으로 발견한 것이다.

흔히 에드윈 허블이 천체들의 적색편이를 처음으로 발견했다고 잘 못 알려져 있는데, 은하의 적색편이는 베스토 슬라이퍼에 의해 1910년대에 처음으로 관측되었으나, 당시엔 널리 알려지지 않았다. 실제로 적색편이와 그 중요성은 이미 1917년이전에 슬라이퍼 뿐만 아니라 제임스 킬러(James Edward Keeler)와 윌리엄 캠벨(William Wallace Campbell)등에 의해 잘 이해되고 있었다. 허블과 휴메이슨은 슬라이퍼가 관측한 은하의 적색편이 자료와 자신들이 측정한 은하까지의 거리에 대한 자료를 종합하여, 은하까지의 거리와 적색편이가 비례한다는 사실을 발견하였다. 이 적색편이-거리 사이의 상관관계는 현재 허블의 법칙으로 알려져 있으며, 우주 팽창 모형의 기초가 되었다.
슬라이퍼는 플래그스태프에서 사망하였고, 시민 묘지에 묻혔다.

## 수상
- Lalande Prize (1919)[1]
- Gold Medal of the Paris Academy of Sciences (1919)[1]
- Henry Draper Medal of the National Academy of Sciences (1932)[1][5]
- Gold Medal of the Royal Astronomical Society (1932)[1][6]
- Bruce Medal (1935)[7]
- 소행성 1766 슬라이퍼와 달과 화성에 있는 슬라이퍼 구덩이들은 얼 그리고 베스토 슬라이퍼의 이름을 따서 지어졌다.